# Frieder Wittich
Frieder Wittich (* 1974 in Stuttgart) ist ein deutscher Regisseur und Drehbuchautor.

## Leben
Frieder Wittich ist der Sohn des Architekten Roland Wittich und der jüngere Bruder der Schauspielerin Lisa Martinek (1972–2019). Wittich arbeitete vor seinem Abitur als Kameraassistent für Sat.1. Zum Drehbuchschreiben kam er über die Autoren Krystian Martinek und Neidhard Riedel, die für die Krimiserie Ein starkes Team verantwortlich zeichneten. Er schrieb bei den Folgen Auge um Auge und Mordlust am Drehbuch mit. Zudem wirkte er von 1996 bis 1998 bei Fernsehspielen für das ZDF und SAT. 1 als Co-Autor mit.
2005 schloss Wittich ein Studium der Film- und Fernsehregie an der Hochschule für Fernsehen und Film München ab. Er realisierte Werbefilme für Daimler Chrysler, Swisscom und McDonald’s. Mit 13 Semester feierte Wittich 2009 sein Kinodebüt.
2004 wurde er mit dem First Steps Award ausgezeichnet. Die aus diesem Preis resultierende Mentorenschaft eines Mitglieds der Deutschen Filmakademie führte Frieder Wittich bei der Vorbereitung seines Films 13 Semester mit Vicco von Bülow alias Loriot zusammen.
Seine Kurzfilme Mosquito (1999) mit Liane Forestieri und Michael Maertens und OPus (2002) mit seiner Schwester Lisa Martinek, Felix Eitner und Oliver Korittke wurden beim Filmfestival Bayreuth, dem Filmfestival Bamberg und dem Arizona International Film Festival ausgezeichnet. Außerdem erhielt Wittich unter anderem den Porsche Award 2004, den Kurz & Schön Award 2004 sowie den Preis der Jury bei dem Internationalen Werbefilmfestival 2004 in der Sektion „Spotlight Festival for Students“.

## Filmografie
- 1998: Tod auf Amrum,  Fernsehfilm, Drehbuch zusammen mit Krystian Martinek
- 1998: Ein starkes Team: Auge um Auge
- 1999: Mosquito, Kurzfilm, Regie und Drehbuch
- 2002: Opus, Kurzfilm, Regie und Drehbuch
- 2009: 13 Semester, Regie und Drehbuch
- 2015: Becks letzter Sommer